# Aroldo
Aroldo ist eine Oper in vier Akten von Giuseppe Verdi auf ein Libretto von Francesco Maria Piave. Hinter Aroldo verbirgt sich die umgearbeitete und völlig neu konzipierte Oper Stiffelio, die auf Druck der Zensur in Italien nur in entstellter Form aufgeführt werden durfte. Die Uraufführung des Aroldo fand am 16. August 1857 im Teatro Nuovo in Rimini statt. Als literarische Vorlage der neuen Handlung dienten The Betrothed von Walter Scott und Harold, the Last of the Saxon Kings von Edward Bulwer-Lytton.

## Handlung

### Vorgeschichte
Der Kreuzritter Aroldo ist nach dem Dritten Kreuzzug unter Richard Löwenherz (1. Akt, 2. Auftritt) aus Palästina in die Burg seines Schwiegervaters Egberto in Kent zurückgekehrt. Zu seinen Begleitern gehört der fromme Eremit Briano, der ihm bei Askalon in Palästina das Leben gerettet hat und nun sein geistiger Beistand ist. Während Aroldos Abwesenheit hat der Abenteurer Godvino, der Gast auf Egbertos Burg war, Aroldos Frau Mina verführt.

### Erster Akt
Erstes Bild: Halle in Egbertos Burg. Tisch mit Schreibgeräten
Nach einer etwa neunminütigen Sinfonia (Ouvertüre) beginnt die eigentliche Handlung. Aus einem angrenzenden Zimmer, in dem ein Bankett zu Ehren Aroldos veranstaltet wird, ertönt ein Chor, der Aroldos Rückkehr feiert. Mina wird von Gewissensbissen geplagt und eilt verzweifelt aus dem Bankettraum. Aroldo kommt in Begleitung Brianos hinzu. Aroldo gesteht ihr noch einmal seine Liebe, die ihn in Palästina am Leben erhielt. Als Aroldo Minas Verstörung bemerkt, denkt er an den heutigen Hochzeitstag und macht ihr Vorwürfe, dass sie den Ring seiner Mutter nicht mehr trägt. Mina ist verzweifelt, findet aber keine erklärenden Worte. Nach einem Trompetensignal, das die Ankunft von Aroldos Gefolge ankündigt, eilen Aroldo und Briano weg und lassen Mina allein. Egberto, Minas Vater, der inzwischen Verdacht geschöpft hat, tritt überraschend ein. Mina will Aroldo alles in einem Brief gestehen, aber Egberto entreißt ihr den Brief und verlangt um der Ehre und Pflicht willen, dass Mina bei Aroldo bleibt, Aroldo nichts sagt und ihre Schande allein trägt.
Zweites Bild: Festlich erleuchtete Saalflucht. Auf einem mittelalterlichen Möbelstück befindet sich ein großes Buch, das mit einem Schloss versehen ist
Godvino, der sich von Mina verlassen fühlt, schleicht herein und legt einen Brief in das Buch. Briano überrascht ihn dabei, erkennt ihn aber nicht, da er unter den hereinströmenden Gästen verschwindet. Als Enrico mit den Gästen eintritt und das Buch an sich nimmt, meint Briano, dass es Enrico ist, und informiert kurz Aroldo. Die Gäste umringen Aroldo und nötigen ihn zum Erzählen seiner Abenteuer auf dem Kreuzzug. Aroldo erzählt von einem Schuft in Palästina, der hinterhältig die Ehre seines Freunds besudelte und einen Liebesbrief in ein verschlossenes Buch legte. Anschließend nimmt Aroldo das Buch und verlangt, dass es Mina öffnet. Nach ihrer Weigerung bricht er das Schloss auf, und ein Brief fällt aus dem Buch. Egberto nimmt den Brief an sich und zerreißt ihn. Aroldo fährt ihn zornig an, doch Mina tritt dazwischen. Egberto zischelt Godvino zu, dass er ihn am Friedhof zum Zweikampf mit Schwertern fordert, und beschimpft ihn als Verräter („traditor“).

### Zweiter Akt
Alter Friedhof. In der Mitte ein Kreuz, rechts das Tor einer Kirche, im Hintergrund links Egbertos Burg. Fahles Mondlicht
Mina betet am Grab ihrer Mutter um Vergebung. Godvino kommt hinzu und gesteht ihr seine Liebe. Auf ihre Bitte, ihr den Ring, das Pfand einer sündigen Liebe, zurückzugeben und zu gehen, weigert er sich. Egberto, mit zwei Schwertern bewaffnet, tritt dazwischen und schickt Mina fort. Godvino weigert sich zu kämpfen, bis ihn Egberto als schändlichen Feigling beleidigt.
Aroldo, der aus der Kirche tritt, entdeckt die Kämpfer und verbietet ihnen, gegeneinander zu kämpfen, noch dazu auf geweihter Erde. Er entwaffnet Godvino und reicht ihm die Hand. Als Godvino seine Hand ergreifen will, beschimpft ihn Egberto, dass er derjenige ist, der Aroldo betrogen hat. Als auch Mina hinzukommt, erfährt Aroldo die Wahrheit. Aroldo, der es noch immer nicht glauben will, fleht Mina an, sich zu rechtfertigen, doch sie schweigt. Aroldo will nun selbst gegen Godvino kämpfen und schwört Rache. Aus der Kirche ertönt ein Choral. Briano, der aus der Kirche tritt, erinnert Aroldo an sein Gelübde als Kreuzfahrer und Ritter. Als Mina, Godvino, Egberto und Briano erneut Aroldo um Vergebung bitten, will er Mina verfluchen. Briano weist auf das Friedhofskreuz, und Aroldo fällt ohnmächtig am Fuß des Kreuzes nieder.

### Dritter Akt
Vorzimmer in Egbertos Burg. Tisch mit Schreibgeräten
Godvino ist geflohen und hat Mina einen Brief geschickt, in dem er sie auffordert, ihm zu folgen. Egberto, der den Brief abgefangen hat, sieht sich erneut entehrt und will sich mit Gift aus einem Ring das Leben nehmen, schreibt aber zuvor einen Abschiedsbrief an Aroldo. Als er den Ring an seine Lippen hält, tritt Briano auf der Suche nach Aroldo ein und informiert Egberto, dass er Godvino aufgespürt hat. Egberto schwört erneut Rache und entfernt sich. Aroldo und nach ihm Godvino treten ein. Godvino erklärt sich zum Zweikampf bereit. Aroldo dagegen fragt ihn, was er tun würde, wenn er Mina freigäbe und beide eine schuldbeladene Freiheit miteinander verbringen dürften. Godvino zögert. Aroldo lässt Mina rufen und drängt Godvino in ein Seitenzimmer, damit er das Gespräch belauschen kann. Nachdem Mina eingetreten ist, übergibt er ihr den Scheidungsbrief (sic!) und verlangt, dass sie ihn unterzeichnet. Mina unterschreibt. Da sie sich jetzt nicht mehr an das Versprechen ihrem Vater gegenüber gebunden fühlt, ruft sie Aroldo als Richter an und gesteht ihm, dass sie ihn immer geliebt hat und dass sie von Godvino verführt wurde. Aroldo schwört erneut Rache, aber Egberto ist ihm zuvorgekommen, tritt mit einem blutigen Schwert ein und sagt, dass er Godvino getötet hat. Briano will Aroldo, der sich weiterhin weigert, Mina zu vergeben, in die Kirche mitnehmen. Aroldo spricht von einem fluchbeladenen Haus, dem er entfliehen will. Mina glaubt an keine Vergebung für ihre ungewollte Sünde.

### Vierter Akt
Landschaft beim Loch Lomond in Schottland. Blick auf den See und eine Hütte
Aroldo und Briano haben sich als Einsiedler am See niedergelassen. Der Akt beginnt mit einem abendlichen Chor von Hirten, Schnitterinnen und Jägern. Aroldo kann die Untreue Minas nicht überwinden und schwankt zwischen Hass und Liebe. Briano nötigt ihn beim Klang der Abendglocke zum Gebet. Nachts bricht ein Unwetter herein, ein halb zerstörtes Boot droht zu kentern, und einige Männer ziehen das Wrack mit einem Tau an Land. Aus dem Boot steigen Egberto und Mina und bitten in der Hütte um Einlass. Als Aroldo Mina erkennt, ist er erneut von Zorn entbrannt. In diesem Moment tritt Briano aus der Hütte und zitiert aus der Bibel „Il giusto un di ha detto …“ (Der Gerechte sprach einst: Den ersten Stein soll werfen, wer nie gesündigt hat. Die Frau erhob sich und ihr war vergeben.) Egberto und Briano fordern Aroldo mehrfach auf, Mina zu verzeihen. Schließlich überwindet sich Aroldo und verzeiht. Die Oper schließt mit den Worten: „Trionfi la legge divina d’amor!“ (das göttliche Gesetz der Liebe siegt!).

## Instrumentation
Die Orchesterbesetzung der Oper enthält die folgenden Instrumente:
- Holzbläser: Piccoloflöte, Flöte, zwei Oboen, zwei Klarinetten, zwei Fagotte
- Blechbläser: vier Hörner, zwei Trompeten, drei Posaunen, Cimbasso
- Pauken, Schlagzeug: Große Trommel, Kleine Trommel, Glocke in es
- Orgel
- Streicher
- Bühnenmusik hinter der Szene: Banda

## Werkgeschichte

### Entstehung
Die Urfassung des Aroldo, Verdis Oper Stiffelio, entstand zwischen Luisa Miller und dem Rigoletto. Die Handlung des 1850 uraufgeführten Werkes, das den Ehebruch einer evangelischen Pastorenfrau thematisierte, stieß schon vor der Premiere in Triest auf Ablehnung und musste unter dem Druck der Zensur geändert werden. Auch an anderen italienischen Opernhäusern durfte der Stiffelio nur in verstümmelter und entstellter Form aufgeführt werden. Bereits 1851 überlegte Verdi, das Werk umzuschreiben, fand aber zunächst nicht die Zeit. Trotzdem hing Verdi an dieser Oper und schrieb noch 1856: „Einige von meinen Opern, die nicht im Umlauf sind, kann ich getrost vergessen, denn die Stoffwahl war ein Missgriff. Indessen gibt es zwei, die ich nicht gerne vergessen sähe: Stiffelio und La battaglia di Legnano.“
Nachdem Piave das Libretto umgeschrieben, erweitert und in die Zeit der Kreuzzüge verlegt hatte, begann Verdi im Frühjahr 1856 mit der Umarbeitung des Stiffelio zu Aroldo und untersagte seinem Verleger Ricordi, weiter das Notenmaterial für Stiffelio herauszugeben. Verdi komponierte einige Nummern völlig neu. Die entscheidende Änderung gegenüber dem Stiffelio war die Verlegung der Handlung ins Mittelalter mit den Schauplätzen Kent und Schottland in die Zeit nach dem Dritten Kreuzzug unter Richard Löwenherz. Aus dem Pfarrer Stiffelio wurde der Kreuzritter Aroldo, wobei Bulwer-Lyttons Harold der Namensgeber war. Zu der ursprünglich dreiaktigen Oper kam ein vierter Akt hinzu.
Verdi unterbrach 1856 die Überarbeitung des Stiffelio, um den Simon Boccanegra zu komponieren. Somit war die endgültige Fassung des Aroldo erst vor der Komposition des Maskenballs vollendet.

### Rezeption und Einordnung
Die Uraufführung des Aroldo am Teatro Nuovo in Rimini unter dem Dirigenten Angelo Mariani war ein großer Erfolg, und die Oper wurde an fast allen Bühnen Italiens nachgespielt, ebenso in Wien, New York, Spanien und Südamerika. Trotzdem konnte sich das Werk nicht durchsetzen und wurde nach 1870 kaum noch aufgeführt.
Nach Meinung von Rolf Fath blieb Aroldo als einzige von Verdis Umarbeitungen „hinter der Erstfassung der Oper zurück“ und „geriet konventioneller“. Auch der Verdi-Forscher Julian Budden sieht im Aroldo „die am wenigsten erfolgreiche Revision Verdis“ und eine Rückkehr zur Konventionalität, wobei „die Gesamtwirkung des Aroldo […] weitaus schwächer als die des Stiffelio“ sei.
Es kommt hinzu, dass auch das Libretto an Schwächen krankt. So wirken mache Szenen der Oper, besonders im 2. und 3. Akt, anachronistisch, unwahrscheinlich und wenig glaubwürdig, weil die Hauptfigur in sich widersprüchlich ist und immer wieder der Stiffelio durchschimmert.
Seit der Entdeckung der Originalpartitur des Stiffelio in den späten 1960er Jahren und der Wiederaufführung des Stiffelio im Jahre 1968 wird diesem bei Bühnenaufführungen der Vorzug vor Aroldo gegeben. Trotz aller Einwände sieht Budden jedoch im musikalischen Fluss des Aroldo gegenüber dem Stiffelio eine Verbesserung, sodass der Aroldo „immer seinen Platz im Verdi-Kanon verdienen“ wird.

## Diskographie (Auswahl)
- Gesamtaufnahme mit Montserrat Caballé (Mina), Gianfranco Ceccele (Aroldo), Joan Pons (Egberto), New York Oratorio Society, Westchester Choral Society, New York Opera Orchestra unter Eve Queler, Liveaufnahme CBS 1979.
- Gesamtaufnahme mit Neil Shicoff (Aroldo), Carol Vaness (Mina), Anthony Michaels-Moore (Egberto), Roberto Scandiuzzi (Briano), Julian Gavin (Godvino), Chor und Orchester des Maggio Musicale Florenz unter Fabio Luisi, Philips 2001.